# Calzedonia
Calzedonia — итальянский производитель белья и пляжной одежды, основанный в 1986 году.

## Описание
Выпускает продукцию для женщин, мужчин и детей. В 2013 году в мире работало около 3500 бутиков Calzedonia. Чистая прибыль компании в 2012 году составила 137 млн евро.
Calzedonia принадлежит бренд Intimissimi, в котором выделена отдельная линия нижнего белья для мужчин и женщин. Позднее ассортимент расширился трикотажными изделиями и пижамами. В более чем 20 странах мира работает более чем 1000 магазинов Intimissimi.
Сегодня коллекции Calzedonia Group предлагаются исключительно в 5100 монобрендовых магазинах под брендами Calzedonia, Intimissimi, Tezenis, Falconeri, Intimissimi Uomo, Atelier Emé, напрямую или по франшизе, присутствующих по всему миру в 55 странах.

## Штаб-квартира
Штаб-квартира расположена в городе Виллафранка-ди-Верона.